# Старые Селищи
Старые Селищи — село в Большеигнатовском районе Мордовии. Входит в состав Чукальского сельского поселения.

## История
Впервые упоминается в 1614 году. В «Списке населённых мест Нижегородской губернии за 1863» Старые Селищи владельческое сельцо из 92 дворов Сергачского уезда.

## Население
| 2002 | 2010 |
| ---- | ---- |
| 297  | ↘240 |

Национальный состав
Согласно результатам Всероссийской переписи населения 2002 года, в национальной структуре населения мордва-эрзя составляли 81 %.